# Хартманн, Бернд
Бернд Хартман (нем. Bernd Hartmann; 11 октября 1905, Виденбрюкк, Германия — 28 октября 1972, Реда) — немецкий скульптор академической школы, мастер в области церковного искусства и историзма.

## Жизнь и творчество
Бернд Хартман родился в семье художников, его отец Генрих Хартман (1868—1937) и брат Губерт Хартман (1915—2006) также были скульпторами. После обучения своей профессии Бернд Хартман работает скульптором в городах Северной Германии — в Клеве, Дюссельдорфе и Оснабрюке. С 1927 и по 1935 год он продолжает обучение в Академии в Мюнхене, затем следуют профессорские должности в Мюнстере и Мюнхене. Во времена правления в Германии НСДАП многократно участвовал в Больших немецких художественных выставках в Мюнхене, всего были выставлены с 1937 по 1944 год 20 его скульптур. Творчество Хартмана в этот период находили одобрение в средствах массовой пропаганды национал-социалистов и находили спрос - так, две его скульптуры были приобретены лично А. Гитлером (Искатель мин, 1940, за 5.900 рейхсмарок и Стрелок, 1941, за 12.000 рейхсмарок). Скульптуру Атакующий гренадёр (1943) купил за 18.000 рейхсмарок крайсляйтер захваченной немцами Польши Георг Шульце-Анне.
После окончания Второй мировой войны скульптор живёт в Линтеле, одном из районов города Реда и занят в основном созданием произведений религиозного, христианского характера. В 1956 году он вступает в брак с художницей и скульптором Имой Рошель. Скончался в городке Реда-Виденбрюк, Улица, на котором стоял дом, где жил Хартман, названа его именем.

## Галерея

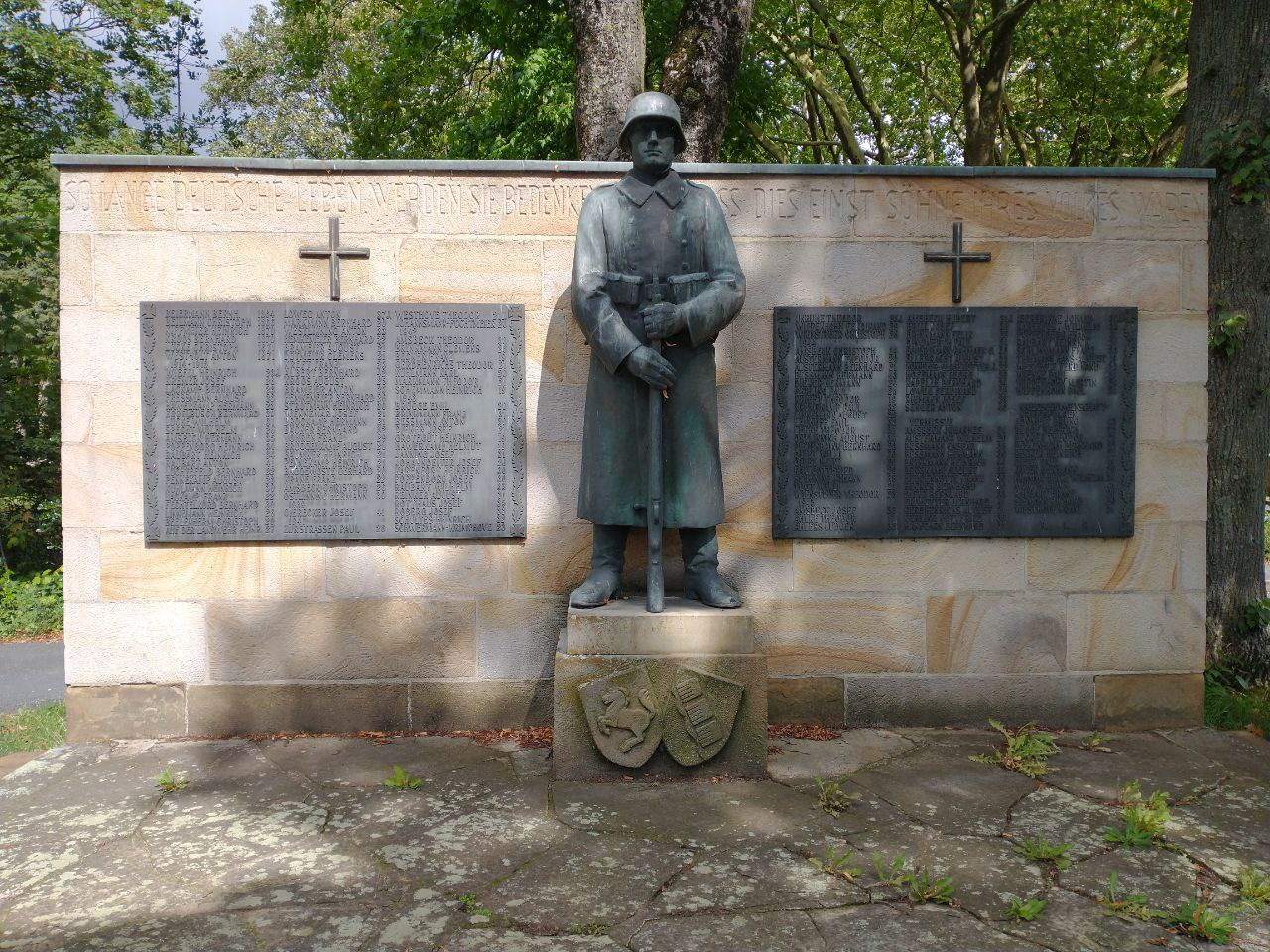
Памятник павшим солдатам, Греффен (1938).
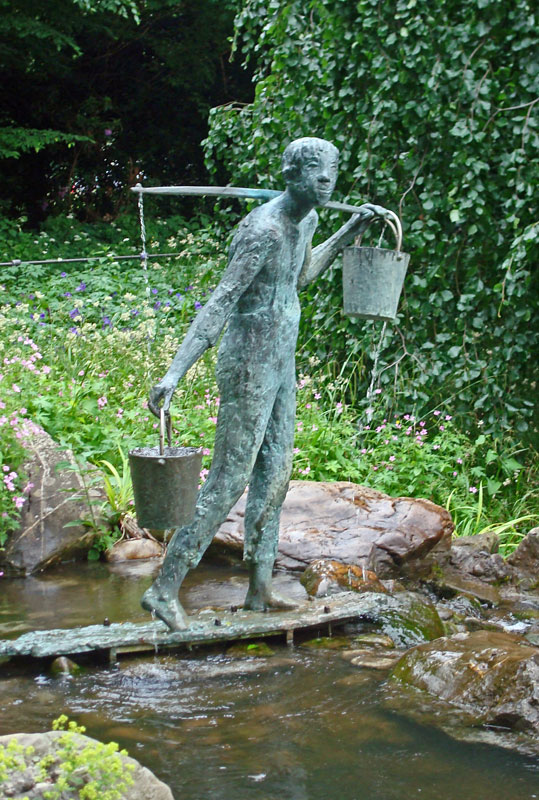
Водонос, Гютерсло (в 2013 году похищена).
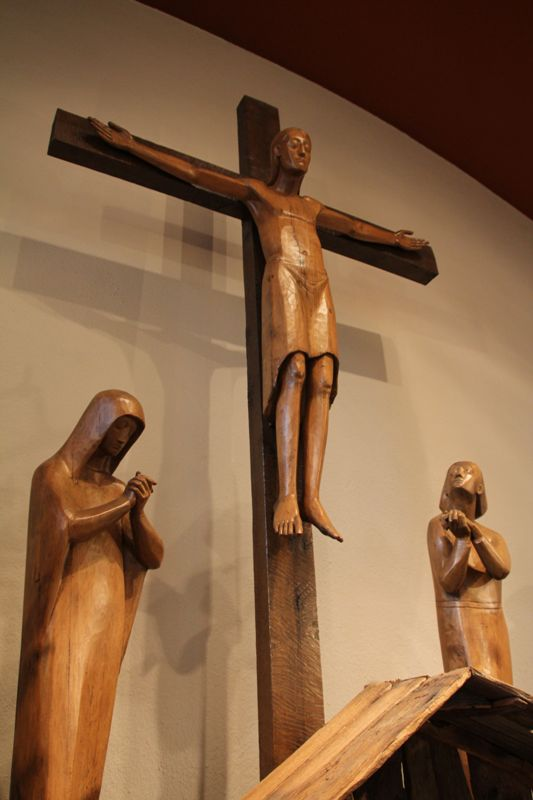
Распятие и скорбящие, церковь Креста, Реда-Виденбрюк.
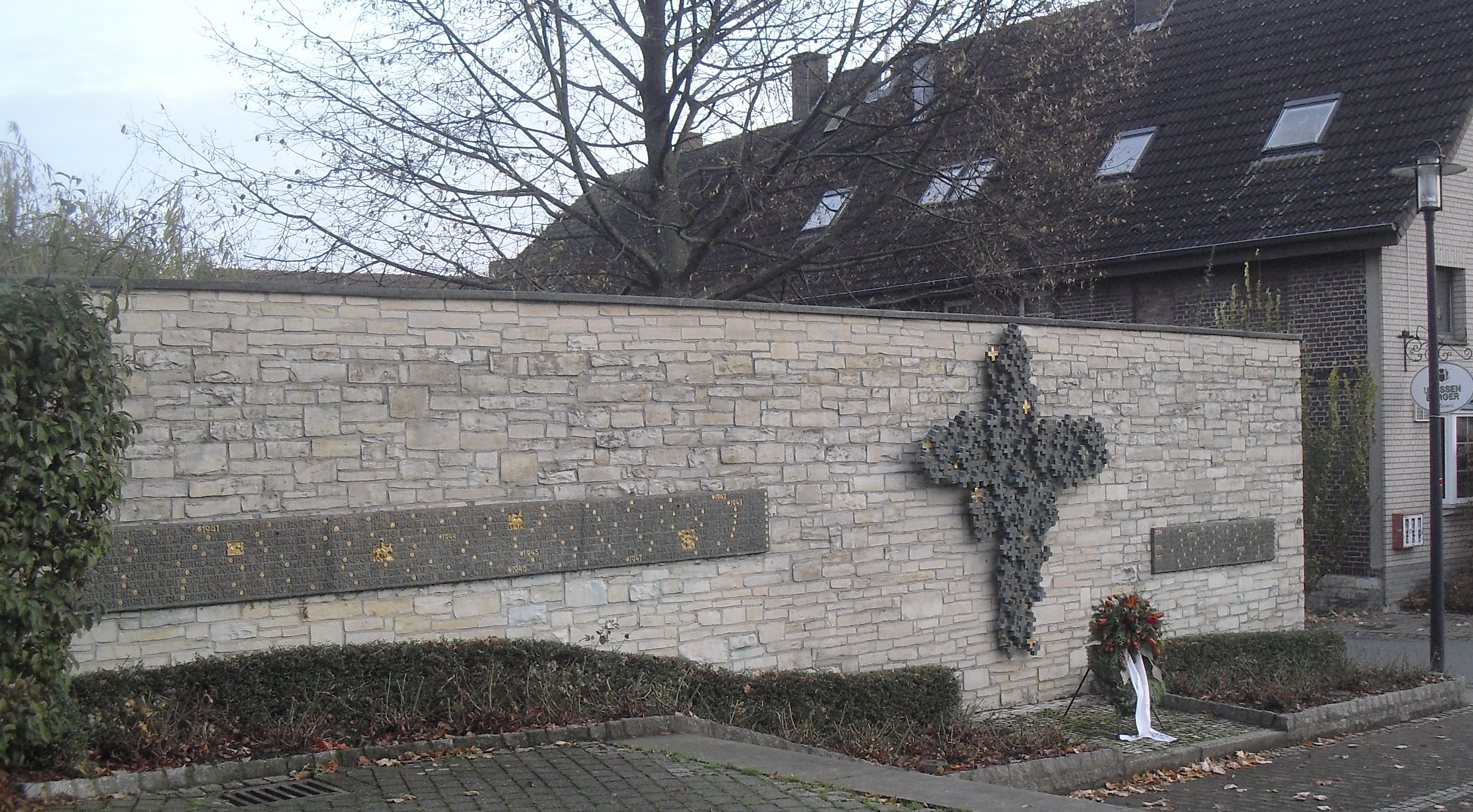
Памятник павшим на войне, Верне.